# Hachiman

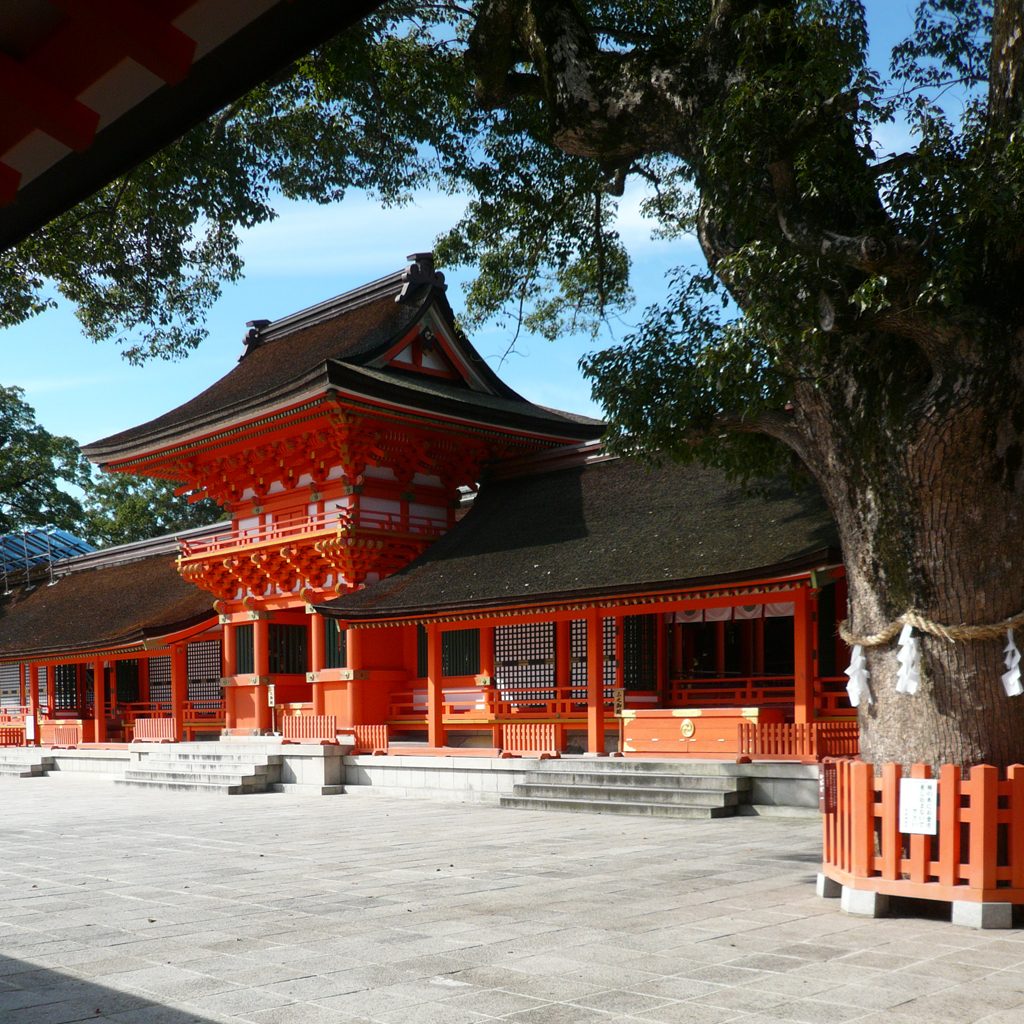
Der Hachiman-Schrein von Usa

Hachiman (jap. 八幡) ist ein populärer japanischer Gott, der sowohl im Shintō als auch im japanischen Buddhismus verehrt wird. In der knapp 1200 Jahre dauernden Geschichte seiner Verehrung zeigt sich so in besonders prägnantem Maße der für die japanische Religionsgeschichte typische kami-buddhistische Synkretismus (Shinbutsu-Shūgō).
Hachiman wird sehr oft mit dem legendären Ōjin-tennō identifiziert, weswegen in seinen Schreinen oft auch die Eltern des Ōjin-tennō, der Chūai-tennō und die Jingū-kōgō, oder sein Sohn, der Nintoku-tennō, verehrt werden. Die genauen Ursprünge dieser Identifizierung sind nicht eindeutig geklärt, es existiert eine Vielzahl verschiedener Theorien dazu.

## Geschichte

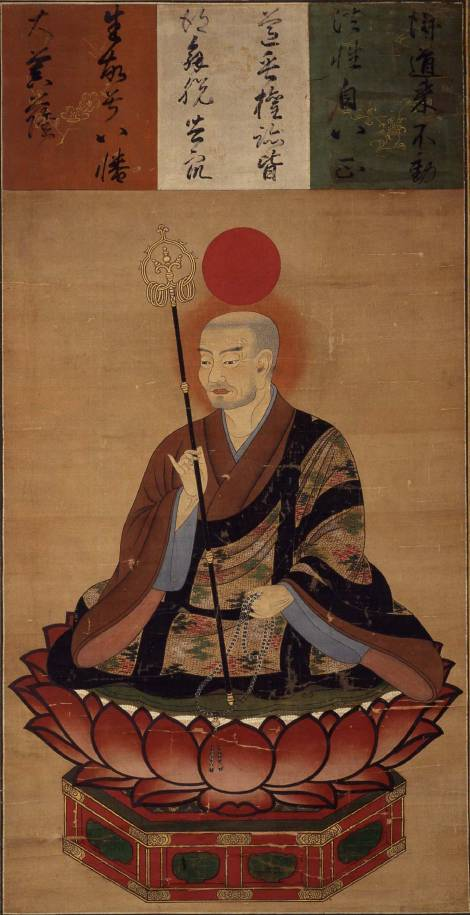
Auf diesem Rollbild ist der Gott Hachiman als buddhistischer Mönch abgebildet.

Ursprünglich war Hachiman ein auf der westlichen Hauptinsel Kyūshū einheimischer Gott. Zentrum seines Kultes war allen voran der Usa Hachiman-gū in Usa, sowie fünf weitere Schreine (gosho betsugū): der Daibu Hachiman-gū in der Provinz Chikuzen, der Chiriku Hachiman-gū in der Provinz Hizen, der Fujisaki Hachiman-gū in der Provinz Higo, der Nitta-Schrein (Nitta-jinja) in der Provinz Satsuma und der Shō Hachiman-gū in der Provinz Ōsumi.
Er wurde jedoch bereits in der Nara-Zeit (ca. achtes Jahrhundert) schnell landesweit in die buddhistischen Glaubensvorstellungen integriert. Beim Bau des buddhistischen Tempels Tōdai-ji im Jahr 745 in der damaligen Hauptstadt Japans, Heijō-kyō (Nara), soll nach Bericht der Oberpriesterin des Schreins von Usa, Ōga no Ason Morime, die zu der Zeit nach Heijō-kyō gereist war, Hachiman helfend zur Seite gestanden haben. Im Jahr 781 wurde Hachiman vom kaiserlichen Hof der Titel Gokoku reigen iriki jintsū daibosatsu (護国霊験威力神通大菩薩, dt. Das Land beschützender, wundertätiger, mächtiger Groß-Bodhisattva) verliehen. Künstlerische Darstellungen der folgenden Zeit zeigen ihn meist als buddhistischen Mönch, und Shintō-Schreine für Hachiman fungierten nun immer öfter als Schutzschreine (chinjusha) für naheliegende buddhistische Tempel (z. B. für den Daian-ji, den Tōdai-ji, den Yakushi-ji und den Tō-ji).
Ab Ende des 11. bzw. Anfang des 12. Jahrhunderts wurde Hachiman zum Clan-Kami (ujigami) der adeligen Minamoto bzw. Genji. In dieser Funktion wurde er eher als Kriegsgott verehrt, wobei in der Darstellung buddhistische Elemente in den Hintergrund traten bzw. weggelassen wurden. In der folgenden Zeit entwickelte er sich zum allgemeinen Schutzpatron des Kriegerstandes (bushi) während des japanischen Mittelalters.
Am 24. Tag des vierten Monats im Jahr 1868 erließ die Regierung in dem während der Meiji-Restauration betriebenen Shinbutsu-Bunri (Trennung von Shintō und Buddhismus) Anweisungen, die die Benutzung des buddhistischen Begriffs Daibosatsu für Hachiman an den Schreinen Iwashimizu Hachiman-gū und Usa Hachiman-gū verboten. Stattdessen sollte er an diesen Heiligtümern fortan als Hachiman Daijin (八幡大神; „großer Kami Hachiman“) bekannt sein.

## Schreine
Die Beliebtheit von Hachimans Kult zeigt sich darin, dass er in etwa der Hälfte der ca. 90.000 registrierten Shintō-Schreine Japans verehrt wird. Von diesen sind, da sie ein entsprechendes Bunrei erhalten haben, etwa 30.000 Zweigschreine des Iwashimizu Hachiman-gū (wie z. B. der Tsurugaoka Hachiman-gū) und 15.000 Zweigschreine des Usa Hachiman-gū Zusammen mit dem Hakozaki-gū sind dies die populärsten Hachiman-Schreine (meist Hachiman-gū (八幡宮) genannt).
Die wohl wichtigsten Feste (Matsuri) zu Ehren Hachimans finden am bzw. um den 15. September jeden Jahres statt. Eine Ausnahme bildet der 1. Januar. Am frühen Morgen dieses Tages erweist der Tennō dem Iwashimizu Hachiman-gū neben anderen Schreinen und kaiserlichen Mausoleen Verehrung, bevor er dem Neujahrszeremoniell (Saitan-sai) beiwohnt.

## Einzelbelege
1. ↑  Jean Herbert: Shintô. At The Fountain-Head of Japan. George Allen & Unwin Ltd, 1967. S. 437.